# Верхний Ольшанец
Ве́рхний Ольша́нец — село в Яковлевском городском округе Белгородской области России. Входит в Кривцовскую территориальную администрацию.

## Происхождение названия
Название Ольшанец образовалось от гидронима Ольшанский Колодезь, который, в свою очередь, образовался из-за множества ольховых кустов, растущих в этой местности. Слова «ольха» и «Ольшанец» — родственны.

## География
Верхний Ольшанец расположен в восточной части Яковлевского района, в 25 км от Белгорода. В 7 км от автодороги Р185 «Белгород-Короча-Россошь».
В центре села — пруд.
В Белгородской области имеется населённый пункт с парным названием Нижний Ольшанец, расположенный в 31,2 км к юго-западу в соседнем Белгородском районе.

## История
Село Верхний Ольшанец впервые упоминается в Белгородской отказной книге за 1641 год. По мнению краеведа А. Г. Бобова, уже в 1626 году в Сажном стане имелась деревня Ольшанец (современное с. Верхний Ольшанец). Верхний Ольшанец образовался в верховье реки Ольшанский Колодезь (ныне пересохла). Село входило в состав Новооскоченской волости 3-го стана Корочанского уезда Курской губернии. Было частично казенным, частично владельческим.
Первые жители носили фамилии Артельный, Телепнев, Орлов Буколов тож, Москвитин, Гнездилов, Чернов, Съедин, Севастьянов, Тюфанов, Лукин, Кураков, Жуков, Авдеев. В конце XIX века Верхний Ольшанец славился мастерами-шерстобитами.
В 1801 году в селе была построена Христорождественская деревянная Церковь, позднее каменная. Разрушена после Великой Отечественной войны. На месте Церкви построены почта и пекарня, ныне закрыты.
Во время Великой Отечественной войны село было занято немцами в декабре 1941 года. 6 августа 1943 года советские войска освободили Верхний Ольшанец.
После Войны в Ольшанце развивалось сельское хозяйство, функционировали фермы.

## Население
| 1862 | 1885  | 1890  | 1959  | 1970 | 1979 | 1989 |
| ---- | ----- | ----- | ----- | ---- | ---- | ---- |
| 1360 | ↗1483 | ↘1298 | ↘1041 | ↘781 | ↘480 | ↗542 |
| 2002 | 2010  |       |       |      |      |      |
| ↘262 | ↘231  |       |       |      |      |      |

Соотношение мужчин и женщин
На 2010 год: мужчин 43,7 %, женщин 56,3 %.

## Инфраструктура
До 2008 года в селе находилась школа на 240 человек. Была закрыта из-за малого количества учащихся (11 учеников на 2008 год). В населенном пункте имеются два магазина и почта. Из села ходит школьный автобус в школу села Кривцово. Автобусное сообщение с Белгородом налажено.

## Уличная сеть
В селе имеется 10 улиц:
- Колхозная ул.
- Лесная ул.
- Луговой пер.
- Мичурина ул.
- Московский пер.
- Полевая ул.
- Садовая ул.
- Северная ул.
- Центральная ул.
- Школьная ул.

## Достопримечательности
- Братская могила советских воинов.
- Памятник партизанам и активистам антифашистского подполья с. Верхний Ольшанец, казненным гитлеровцами 30.09.1942 г.